# René Bolf
René Bolf, född 25 februari 1974 i Ostrava, Tjeckien, (Tjeckoslovakien) är en före detta fotbollsspelare.
René Bolf avslutade sin karriär som försvarare i MFK Karviná. Han har även spelat för Sparta Prag, AJ Auxerre i den franska ligan samt Baník Ostrava. René Bolf har spelat 25 A-landskamper för Tjeckien och han deltog i EM 2004.

## Klubbar
- Baník Ostrava 1996-1999 2001-2004 2007-2011
- Sparta Prag 1999-2001
- AJ Auxerre 2004-2006
- MFK Karviná 2011-2012